# Commissione per la verità e la riconciliazione (Perù)
La Commissione per la verità e la riconciliazione (in spagnolo Comisión de la Verdad y Reconciliación) è una commissione d'inchiesta istituita nel 2001 in Perù.
L'organo ha la finalità di investigare sui fatti avvenuti durante il conflitto interno, avvenuto tra il 1980 e il 2000, durante il quale le autorità peruviane a alcune formazioni paramilitari si confrontarono con due gruppi di guerriglia (Sendero Luminoso e Movimento Rivoluzionario Tupac Amaru).

## Composizione
La Commissione si compone di 12 membri, tutti peruviani e appartenenti a diversi settori sociali.

## Il rapporto finale
Nel 2003 la commissione pubblica il rapporto finale, in cui vengono evidenziati casi di violazioni di diritti umani (esecuzioni extragiudiziali, arruolamento di bambini, stupri, torture). Con la pubblicazione di tale documento termina il lavoro della commissione.